# Formula 1 – sezona 1974.
| FIA Svjetsko automobilističko prvenstvo 1974. | FIA Svjetsko automobilističko prvenstvo 1974. |
|                                               | Prvak                                         |
| --------------------------------------------- | --------------------------------------------- |
| Vozač                                         | Emerson Fittipaldi (McLaren-Ford)             |
| Konstruktor                                   | McLaren-Ford                                  |
| Prethodna sezona                              | Sljedeća sezona                               |
| 1973.                                         | 1975.                                         |
| Europska Formula 2 – sezona 1974.             |                                               |

Formula 1 - sezona 1974. je bila 25. sezona u prvenstvu Formule 1.

## Sažetak sezone
Emerson Fittipaldi osvojio je svoj drugi i posljednji naslov prvaka u Formuli 1, a momčad McLaren svoj prvi konstruktorski naslov. Prve pobjede ove sezone ostvarili su Austrijanac Niki Lauda na Jarami na VN Španjolske, Argentinac Carlos Reutemann na Kyalamiju na VN Južne Afrike, te Jody Scheckter na Anderstorpu na VN Švedske. Bila je ovo posljednja sezona za Dennyja Hulmea, prvaka iz 1967., koji je pobijedio ove sezone na prvoj utrci u Buenos Airesu na VN Argentine. Amerikanac Peter Revson poginuo je na testiranju na stazi Kyalami, a Austrijanac Helmuth Koinigg u utrci na Watkins Glenu na VN SAD-a.

## Vozači i konstruktori
| Konstruktor       | Momčad / Sudionik                                                           | Šasija                              | Motor                    | Gume | Br. | Vozač                 | Utrke             |
| ----------------- | --------------------------------------------------------------------------- | ----------------------------------- | ------------------------ | ---- | --- | --------------------- | ----------------- |
| Lotus-Ford        | John Player Team Lotus                                                      | Lotus 72E Lotus 76                  | Ford Cosworth DFV 3.0 V8 | G    | 1   | Ronnie Peterson       | Sve               |
| Lotus-Ford        | John Player Team Lotus                                                      | Lotus 72E Lotus 76                  | Ford Cosworth DFV 3.0 V8 | G    | 2   | Jacky Ickx            | Sve               |
| Lotus-Ford        | John Player Team Lotus                                                      | Lotus 72E Lotus 76                  | Ford Cosworth DFV 3.0 V8 | G    | 31  | Tim Schenken          | 15                |
| Lotus-Ford        | Team Gunston                                                                | Lotus 72E                           | Ford Cosworth DFV 3.0 V8 | G    | 29  | Ian Scheckter         | 3                 |
| Lotus-Ford        | Team Gunston                                                                | Lotus 72E                           | Ford Cosworth DFV 3.0 V8 | G    | 30  | Paddy Driver          | 3                 |
| Tyrrell-Ford      | Elf Team Tyrrell                                                            | Tyrrell 005 Tyrrell 006 Tyrrell 007 | Ford Cosworth DFV 3.0 V8 | G    | 3   | Jody Scheckter        | Sve               |
| Tyrrell-Ford      | Elf Team Tyrrell                                                            | Tyrrell 005 Tyrrell 006 Tyrrell 007 | Ford Cosworth DFV 3.0 V8 | G    | 4   | Patrick Depailler     | Sve               |
| Tyrrell-Ford      | Blignaut Embassy Racing                                                     | Tyrrell 004                         | Ford Cosworth DFV 3.0 V8 | F    | 32  | Eddie Keizan          | 3                 |
| McLaren-Ford      | Marlboro Team Texaco                                                        | McLaren M23                         | Ford Cosworth DFV 3.0 V8 | G    | 5   | Emerson Fittipaldi    | Sve               |
| McLaren-Ford      | Marlboro Team Texaco                                                        | McLaren M23                         | Ford Cosworth DFV 3.0 V8 | G    | 6   | Denny Hulme           | Sve               |
| McLaren-Ford      | Yardley Team McLaren                                                        | McLaren M23                         | Ford Cosworth DFV 3.0 V8 | G    | 33  | Mike Hailwood         | 1–11              |
| McLaren-Ford      | Yardley Team McLaren                                                        | McLaren M23                         | Ford Cosworth DFV 3.0 V8 | G    | 33  | David Hobbs           | 12–13             |
| McLaren-Ford      | Yardley Team McLaren                                                        | McLaren M23                         | Ford Cosworth DFV 3.0 V8 | G    | 33  | Jochen Mass           | 14–15             |
| McLaren-Ford      | Lucky Strike Racing                                                         | McLaren M23                         | Ford Cosworth DFV 3.0 V8 | G    | 23  | Dave Charlton         | 3                 |
| Brabham-Ford      | Motor Racing Developments                                                   | Brabham BT42 Brabham BT44           | Ford Cosworth DFV 3.0 V8 | G    | 7   | Carlos Reutemann      | Sve               |
| Brabham-Ford      | Motor Racing Developments                                                   | Brabham BT42 Brabham BT44           | Ford Cosworth DFV 3.0 V8 | G    | 8   | Richard Robarts       | 1–3               |
| Brabham-Ford      | Motor Racing Developments                                                   | Brabham BT42 Brabham BT44           | Ford Cosworth DFV 3.0 V8 | G    | 8   | Rikky von Opel        | 4–9               |
| Brabham-Ford      | Motor Racing Developments                                                   | Brabham BT42 Brabham BT44           | Ford Cosworth DFV 3.0 V8 | G    | 8   | Carlos Pace           | 10–15             |
| Brabham-Ford      | Motor Racing Developments                                                   | Brabham BT42 Brabham BT44           | Ford Cosworth DFV 3.0 V8 | G    | 34  | Teddy Pilette         | 5                 |
| Brabham-Ford      | John Goldie Racing with Hexagon                                             | Brabham BT42 Brabham BT44           | Ford Cosworth DFV 3.0 V8 | F    | 28  | John Watson           | Sve               |
| Brabham-Ford      | John Goldie Racing with Hexagon                                             | Brabham BT42 Brabham BT44           | Ford Cosworth DFV 3.0 V8 | F    | 34  | Carlos Pace           | 9                 |
| Brabham-Ford      | Scuderia Finotto                                                            | Brabham BT42                        | Ford Cosworth DFV 3.0 V8 | F    | 31  | Carlo Facetti         | 13                |
| Brabham-Ford      | Scuderia Finotto                                                            | Brabham BT42                        | Ford Cosworth DFV 3.0 V8 | F    | 32  | Helmuth Koinigg       | 12                |
| Brabham-Ford      | Scuderia Finotto                                                            | Brabham BT42                        | Ford Cosworth DFV 3.0 V8 | F    | 43  | Gérard Larrousse      | 5, 9              |
| Brabham-Ford      | The Chequered Flag                                                          | Brabham BT42                        | Ford Cosworth DFV 3.0 V8 | G    | 42  | Ian Ashley            | 14–15             |
| Brabham-Ford      | Team Canada F1 Racing                                                       | Brabham BT42                        | Ford Cosworth DFV 3.0 V8 | G    | 50  | Eppie Wietzes         | 14                |
| Brabham-Ford      | Allied Polymer Group                                                        | Brabham BT42                        | Ford Cosworth DFV 3.0 V8 | G    | 208 | Lella Lombardi        | 10                |
| March-Ford        | March Engineering                                                           | March 741                           | Ford Cosworth DFV 3.0 V8 | G    | 9   | Hans-Joachim Stuck    | 1–6, 8–15         |
| March-Ford        | March Engineering                                                           | March 741                           | Ford Cosworth DFV 3.0 V8 | G    | 9   | Reine Wisell          | 7                 |
| March-Ford        | March Engineering                                                           | March 741                           | Ford Cosworth DFV 3.0 V8 | G    | 10  | Howden Ganley         | 1–2               |
| March-Ford        | March Engineering                                                           | March 741                           | Ford Cosworth DFV 3.0 V8 | G    | 10  | Vittorio Brambilla    | 3–15              |
| March-Ford        | Hesketh Racing                                                              | March 731                           | Ford Cosworth DFV 3.0 V8 | F    | 24  | James Hunt            | 1–2               |
| March-Ford        | Dempster Internacional Racing Team                                          | March 731                           | Ford Cosworth DFV 3.0 V8 | F    | 35  | Mike Wilds            | 10                |
| Ferrari           | Scuderia Ferrari SpA SEFAC                                                  | Ferrari 312B3-74                    | Ferrari 001/11 3.0 F12   | G    | 11  | Clay Regazzoni        | Sve               |
| Ferrari           | Scuderia Ferrari SpA SEFAC                                                  | Ferrari 312B3-74                    | Ferrari 001/11 3.0 F12   | G    | 12  | Niki Lauda            | Sve               |
| BRM               | Team Motul BRM                                                              | BRM P160E BRM P201                  | BRM P142 3.0 V12         | F    | 14  | Jean-Pierre Beltoise  | Sve               |
| BRM               | Team Motul BRM                                                              | BRM P160E BRM P201                  | BRM P142 3.0 V12         | F    | 15  | Henri Pescarolo       | 1–11, 13          |
| BRM               | Team Motul BRM                                                              | BRM P160E BRM P201                  | BRM P142 3.0 V12         | F    | 15  | Chris Amon            | 14–15             |
| BRM               | Team Motul BRM                                                              | BRM P160E BRM P201                  | BRM P142 3.0 V12         | F    | 37  | François Migault      | 1–6, 8–11, 13     |
| Shadow-Ford       | UOP Shadow Racing Team                                                      | Shadow DN1 Shadow DN3               | Ford Cosworth DFV 3.0 V8 | G    | 16  | Peter Revson          | 1–2               |
| Shadow-Ford       | UOP Shadow Racing Team                                                      | Shadow DN1 Shadow DN3               | Ford Cosworth DFV 3.0 V8 | G    | 16  | Brian Redman          | 4–6               |
| Shadow-Ford       | UOP Shadow Racing Team                                                      | Shadow DN1 Shadow DN3               | Ford Cosworth DFV 3.0 V8 | G    | 16  | Bertil Roos           | 7                 |
| Shadow-Ford       | UOP Shadow Racing Team                                                      | Shadow DN1 Shadow DN3               | Ford Cosworth DFV 3.0 V8 | G    | 16  | Tom Pryce             | 8–15              |
| Shadow-Ford       | UOP Shadow Racing Team                                                      | Shadow DN1 Shadow DN3               | Ford Cosworth DFV 3.0 V8 | G    | 17  | Jean-Pierre Jarier    | 1–2, 4–15         |
| Surtees-Ford      | Team Surtees Bang & Olufsen Team Surtees Memphis International Team Surtees | Surtees TS16                        | Ford Cosworth DFV 3.0 V8 | F    | 18  | Carlos Pace           | 1–7               |
| Surtees-Ford      | Team Surtees Bang & Olufsen Team Surtees Memphis International Team Surtees | Surtees TS16                        | Ford Cosworth DFV 3.0 V8 | F    | 18  | José Dolhem           | 9, 15             |
| Surtees-Ford      | Team Surtees Bang & Olufsen Team Surtees Memphis International Team Surtees | Surtees TS16                        | Ford Cosworth DFV 3.0 V8 | F    | 18  | Derek Bell            | 10–14             |
| Surtees-Ford      | Team Surtees Bang & Olufsen Team Surtees Memphis International Team Surtees | Surtees TS16                        | Ford Cosworth DFV 3.0 V8 | F    | 19  | Jochen Mass           | 1–11              |
| Surtees-Ford      | Team Surtees Bang & Olufsen Team Surtees Memphis International Team Surtees | Surtees TS16                        | Ford Cosworth DFV 3.0 V8 | F    | 19  | Jean-Pierre Jabouille | 12                |
| Surtees-Ford      | Team Surtees Bang & Olufsen Team Surtees Memphis International Team Surtees | Surtees TS16                        | Ford Cosworth DFV 3.0 V8 | F    | 19  | José Dolhem           | 13                |
| Surtees-Ford      | Team Surtees Bang & Olufsen Team Surtees Memphis International Team Surtees | Surtees TS16                        | Ford Cosworth DFV 3.0 V8 | F    | 19  | Helmuth Koinigg       | 14–15             |
| Surtees-Ford      | Team Surtees Bang & Olufsen Team Surtees Memphis International Team Surtees | Surtees TS16                        | Ford Cosworth DFV 3.0 V8 | F    | 30  | Dieter Quester        | 12                |
| Surtees-Ford      | AAW Racing Team                                                             | Surtees TS16                        | Ford Cosworth DFV 3.0 V8 | F    | 23  | Leo Kinnunen          | 5, 7, 9–10, 12–13 |
| Surtees-Ford      | AAW Racing Team                                                             | Surtees TS16                        | Ford Cosworth DFV 3.0 V8 | F    | 43  | Leo Kinnunen          | 5, 7, 9–10, 12–13 |
| Surtees-Ford      | AAW Racing Team                                                             | Surtees TS16                        | Ford Cosworth DFV 3.0 V8 | F    | 44  | Leo Kinnunen          | 5, 7, 9–10, 12–13 |
| Iso-Marlboro-Ford | Frank Williams Racing Cars                                                  | Iso-Marlboro FW                     | Ford Cosworth DFV 3.0 V8 | F    | 20  | Arturo Merzario       | 1-6, 8-15         |
| Iso-Marlboro-Ford | Frank Williams Racing Cars                                                  | Iso-Marlboro FW                     | Ford Cosworth DFV 3.0 V8 | F    | 20  | Richard Robarts       | 7                 |
| Iso-Marlboro-Ford | Frank Williams Racing Cars                                                  | Iso-Marlboro FW                     | Ford Cosworth DFV 3.0 V8 | F    | 21  | Tom Belsø             | 3–4, 7, 10        |
| Iso-Marlboro-Ford | Frank Williams Racing Cars                                                  | Iso-Marlboro FW                     | Ford Cosworth DFV 3.0 V8 | F    | 21  | Gijs van Lennep       | 5, 8              |
| Iso-Marlboro-Ford | Frank Williams Racing Cars                                                  | Iso-Marlboro FW                     | Ford Cosworth DFV 3.0 V8 | F    | 21  | Jean-Pierre Jabouille | 9                 |
| Iso-Marlboro-Ford | Frank Williams Racing Cars                                                  | Iso-Marlboro FW                     | Ford Cosworth DFV 3.0 V8 | F    | 21  | Jacques Laffite       | 11–15             |
| Ensign-Ford       | Team Ensign                                                                 | Ensign N174                         | Ford Cosworth DFV 3.0 V8 | F    | 22  | Rikky von Opel        | 1                 |
| Ensign-Ford       | Team Ensign                                                                 | Ensign N174                         | Ford Cosworth DFV 3.0 V8 | F    | 22  | Vern Schuppan         | 5–11              |
| Ensign-Ford       | Team Ensign                                                                 | Ensign N174                         | Ford Cosworth DFV 3.0 V8 | F    | 22  | Mike Wilds            | 12–15             |
| Trojan-Ford       | Trojan-Tauranac Racing                                                      | Trojan T103                         | Ford Cosworth DFV 3.0 V8 | F    | 23  | Tim Schenken          | 4–6, 8, 10–13     |
| Trojan-Ford       | Trojan-Tauranac Racing                                                      | Trojan T103                         | Ford Cosworth DFV 3.0 V8 | F    | 29  | Tim Schenken          | 4–6, 8, 10–13     |
| Trojan-Ford       | Trojan-Tauranac Racing                                                      | Trojan T103                         | Ford Cosworth DFV 3.0 V8 | F    | 41  | Tim Schenken          | 4–6, 8, 10–13     |
| Hesketh-Ford      | Hesketh Racing                                                              | Hesketh 308                         | Ford Cosworth DFV 3.0 V8 | F G  | 24  | James Hunt            | 3–15              |
| Hesketh-Ford      | Hesketh Racing                                                              | Hesketh 308                         | Ford Cosworth DFV 3.0 V8 | F G  | 31  | Ian Scheckter         | 12                |
| Maki-Ford         | Maki Engineering                                                            | Maki F101                           | Ford Cosworth DFV 3.0 V8 | F    | 25  | Howden Ganley         | 10–11             |
| Lola-Ford         | Embassy Racing with Graham Hill                                             | Lola T370                           | Ford Cosworth DFV 3.0 V8 | F    | 26  | Graham Hill           | Sve               |
| Lola-Ford         | Embassy Racing with Graham Hill                                             | Lola T370                           | Ford Cosworth DFV 3.0 V8 | F    | 27  | Guy Edwards           | 1–2, 4–9, 11      |
| Lola-Ford         | Embassy Racing with Graham Hill                                             | Lola T370                           | Ford Cosworth DFV 3.0 V8 | F    | 27  | Peter Gethin          | 10                |
| Lola-Ford         | Embassy Racing with Graham Hill                                             | Lola T370                           | Ford Cosworth DFV 3.0 V8 | F    | 27  | Rolf Stommelen        | 12–15             |
| Amon-Ford         | Chris Amon Racing                                                           | Amon AF101                          | Ford Cosworth DFV 3.0 V8 | F    | 30  | Chris Amon            | 4, 6, 11, 13      |
| Amon-Ford         | Chris Amon Racing                                                           | Amon AF101                          | Ford Cosworth DFV 3.0 V8 | F    | 30  | Larry Perkins         | 11                |
| Lyncar-Ford       | Pinch Plant Ltd                                                             | Lyncar 006                          | Ford Cosworth DFV 3.0 V8 | F    | 30  | John Nicholson        | 10                |
| Token-Ford        | Token Racing                                                                | Token RJ02                          | Ford Cosworth DFV 3.0 V8 | F    | 32  | Ian Ashley            | 11–12             |
| Token-Ford        | Token Racing                                                                | Token RJ02                          | Ford Cosworth DFV 3.0 V8 | F    | 35  | Ian Ashley            | 11–12             |
| Token-Ford        | Token Racing                                                                | Token RJ02                          | Ford Cosworth DFV 3.0 V8 | F    | 42  | Tom Pryce             | 5                 |
| Token-Ford        | Token Racing                                                                | Token RJ02                          | Ford Cosworth DFV 3.0 V8 | F    | 42  | David Purley          | 10                |
| Parnelli-Ford     | Vel's Parnelli Jones Racing                                                 | Parnelli VPJ4                       | Ford Cosworth DFV 3.0 V8 | F    | 55  | Mario Andretti        | 14–15             |
| Penske-Ford       | Penske Cars                                                                 | Penske PC1                          | Ford Cosworth DFV 3.0 V8 | G    | 66  | Mark Donohue          | 14–15             |

## Kalendar
| Rd | Datum        | Velika nagrada   | Staza            | Prvo startno mjesto | Pobjednik vozač    | Pobjednik konstruktor |
| -- | ------------ | ---------------- | ---------------- | ------------------- | ------------------ | --------------------- |
| 1  | 13. siječnja | Argentina        | Buenos Aires     | Ronnie Peterson     | Denny Hulme        | McLaren-Ford          |
| 2  | 27. siječnja | Brazil           | Interlagos       | Emerson Fittipaldi  | Emerson Fittipaldi | McLaren-Ford          |
| 3  | 30. ožujka   | Južna Afrika     | Kyalami          | Niki Lauda          | Carlos Reutemann   | Brabham-Ford          |
| 4  | 28. travnja  | Španjolska       | Jarama           | Niki Lauda          | Niki Lauda         | Ferrari               |
| 5  | 12. svibnja  | Belgija          | Nivelles-Baulers | Clay Regazzoni      | Emerson Fittipaldi | McLaren-Ford          |
| 6  | 26. svibnja  | Monako           | Monaco           | Niki Lauda          | Ronnie Peterson    | Lotus-Ford            |
| 7  | 9. lipnja    | Švedska          | Anderstorp       | Patrick Depailler   | Jody Scheckter     | Tyrrell-Ford          |
| 8  | 23. lipnja   | Nizozemska       | Zandvoort        | Niki Lauda          | Niki Lauda         | Ferrari               |
| 9  | 7. srpnja    | Francuska        | Dijon            | Niki Lauda          | Ronnie Peterson    | Lotus-Ford            |
| 10 | 20. srpnja   | Velika Britanija | Brands Hatch     | Niki Lauda          | Jody Scheckter     | Tyrrell-Ford          |
| 11 | 4. kolovoza  | Njemačka         | Nürburgring      | Niki Lauda          | Clay Regazzoni     | Ferrari               |
| 12 | 18. kolovoza | Austrija         | Österreichring   | Niki Lauda          | Carlos Reutemann   | Brabham-Ford          |
| 13 | 8. rujna     | Italija          | Monza            | Niki Lauda          | Ronnie Peterson    | Lotus-Ford            |
| 14 | 22. rujna    | Kanada           | Mosport Park     | Emerson Fittipaldi  | Emerson Fittipaldi | McLaren-Ford          |
| 15 | 6. listopada | SAD              | Watkins Glen     | Carlos Reutemann    | Carlos Reutemann   | Brabham-Ford          |

## Sistem bodovanja
Sistem bodovanja u Formuli 1
| Mjesto | 1. | 2. | 3. | 4. | 5. | 6. |
| Bodovi | 9  | 6  | 4  | 3  | 2  | 1  |

- Samo 7 najboljih rezultata u prvih 8 utrka i 6 najboljih rezultata u posljednjih 7 utrka su se računali za prvenstvo vozača.
- Samo 7 najboljih rezultata u prvih 8 utrka i 6 najboljih rezultata u posljednjih 7 utrka su se računali za prvenstvo konstruktora.
- Ako je više bolida jednog konstruktora završilo utrku u bodovima, samo najbolje plasirani bolid osvajao je konstruktorske bodove.

## Rezultati utrka
| Poz. | Br. | Vozač                | Konstruktor  | Vrijeme           | Grid | Bodovi |
| ---- | --- | -------------------- | ------------ | ----------------- | ---- | ------ |
| 1.   | 6   | Denny Hulme          | McLaren-Ford | 1 h 41 min 2,01 s | 10.  | 9      |
| 2.   | 12  | Niki Lauda           | Ferrari      | + 9,27 s          | 8.   | 6      |
| 3.   | 11  | Clay Regazzoni       | Ferrari      | + 20,41 s         | 2.   | 4      |
| 4.   | 33  | Mike Hailwood        | McLaren-Ford | + 31,79 s         | 9.   | 3      |
| 5.   | 14  | Jean-Pierre Beltoise | BRM          | + 51,84 s         | 14.  | 2      |
| 6.   | 4   | Patrick Depailler    | Tyrrell-Ford | + 1 min 52,48 s   | 15.  | 1      |

| Poz. | Br. | Vozač              | Konstruktor  | Vrijeme            | Grid | Bodovi |
| ---- | --- | ------------------ | ------------ | ------------------ | ---- | ------ |
| 1.   | 5   | Emerson Fittipaldi | McLaren-Ford | 1 h 24 min 37,06 s | 1.   | 9      |
| 2.   | 11  | Clay Regazzoni     | Ferrari      | + 13,57 s          | 8.   | 6      |
| 3.   | 2   | Jacky Ickx         | Lotus-Ford   | + 1 krug           | 5.   | 4      |
| 4.   | 18  | Carlos Pace        | Surtees-Ford | + 1 krug           | 12.  | 3      |
| 5.   | 33  | Mike Hailwood      | McLaren-Ford | + 1 krug           | 7.   | 2      |
| 6.   | 1   | Ronnie Peterson    | Lotus-Ford   | + 1 krug           | 4.   | 1      |

| Poz. | Br. | Vozač                | Konstruktor       | Vrijeme            | Grid | Bodovi |
| ---- | --- | -------------------- | ----------------- | ------------------ | ---- | ------ |
| 1.   | 7   | Carlos Reutemann     | Brabham-Ford      | 1 h 42 min 40,96 s | 4.   | 9      |
| 2.   | 14  | Jean-Pierre Beltoise | BRM               | + 33,94 s          | 11.  | 6      |
| 3.   | 33  | Mike Hailwood        | McLaren-Ford      | + 42,16 s          | 12.  | 4      |
| 4.   | 4   | Patrick Depailler    | Tyrrell-Ford      | + 44,19 s          | 15.  | 3      |
| 5.   | 9   | Hans-Joachim Stuck   | March-Ford        | + 46,23 s          | 7.   | 2      |
| 6.   | 20  | Arturo Merzario      | Iso-Marlboro-Ford | + 56,04 s          | 3.   | 1      |

| Poz. | Br. | Vozač              | Konstruktor  | Vrijeme           | Grid | Bodovi |
| ---- | --- | ------------------ | ------------ | ----------------- | ---- | ------ |
| 1.   | 12  | Niki Lauda         | Ferrari      | 2 h 0 min 29,56 s | 1.   | 9      |
| 2.   | 11  | Clay Regazzoni     | Ferrari      | + 35,61 s         | 3.   | 6      |
| 3.   | 5   | Emerson Fittipaldi | McLaren-Ford | + 1 krug          | 4.   | 4      |
| 4.   | 9   | Hans-Joachim Stuck | March-Ford   | + 2 kruga         | 13.  | 3      |
| 5.   | 3   | Jody Scheckter     | Tyrrell-Ford | + 2 kruga         | 9.   | 2      |
| 6.   | 56  | Denny Hulme        | McLaren-Ford | + 2 kruga         | 8.   | 1      |

| Poz. | Br. | Vozač                | Konstruktor  | Vrijeme            | Grid | Bodovi |
| ---- | --- | -------------------- | ------------ | ------------------ | ---- | ------ |
| 1.   | 5   | Emerson Fittipaldi   | McLaren-Ford | 1 h 44 min 20,57 s | 4.   | 9      |
| 2.   | 12  | Niki Lauda           | Ferrari      | + 0,35 s           | 3.   | 6      |
| 3.   | 3   | Jody Scheckter       | Tyrrell-Ford | + 45,61 s          | 2.   | 4      |
| 4.   | 11  | Clay Regazzoni       | Ferrari      | + 52,02 s          | 1.   | 3      |
| 5.   | 14  | Jean-Pierre Beltoise | BRM          | + 1 min 8,05 s     | 7.   | 2      |
| 6.   | 6   | Denny Hulme          | McLaren-Ford | + 1 min 10,54 s    | 12.  | 1      |

| Poz. | Br. | Vozač              | Konstruktor  | Vrijeme          | Grid | Bodovi |
| ---- | --- | ------------------ | ------------ | ---------------- | ---- | ------ |
| 1.   | 1   | Ronnie Peterson    | Lotus-Ford   | 1 h 58 min 3,7 s | 1.   | 9      |
| 2.   | 3   | Jody Scheckter     | Tyrrell-Ford | + 28,8 s         | 8.   | 6      |
| 3.   | 17  | Jean-Pierre Jarier | Shadow-Ford  | + 48,9 s         | 5.   | 4      |
| 4.   | 11  | Clay Regazzoni     | Ferrari      | + 1 min 3,1 s    | 12.  | 3      |
| 5.   | 5   | Emerson Fittipaldi | McLaren-Ford | + 1 krug         | 7.   | 2      |
| 6.   | 28  | John Watson        | Brabham-Ford | + 1 krug         | 4.   | 1      |

| Poz. | Br. | Vozač              | Konstruktor  | Vrijeme             | Grid | Bodovi |
| ---- | --- | ------------------ | ------------ | ------------------- | ---- | ------ |
| 1.   | 3   | Jody Scheckter     | Tyrrell-Ford | 1 h 58 min 31,391 s | 2.   | 9      |
| 2.   | 4   | Patrick Depailler  | Tyrrell-Ford | + 0,380 s           | 1.   | 6      |
| 3.   | 24  | James Hunt         | Hesketh-Ford | + 3,325 s           | 6.   | 4      |
| 4.   | 5   | Emerson Fittipaldi | McLaren-Ford | + 53,507 s          | 9.   | 3      |
| 5.   | 17  | Jean-Pierre Jarier | Shadow-Ford  | + 1 min 16,403 s    | 8.   | 2      |
| 6.   | 26  | Graham Hill        | Lola-Ford    | + 1 krug            | 15.  | 1      |

| Poz. | Br. | Vozač              | Konstruktor  | Vrijeme           | Grid | Bodovi |
| ---- | --- | ------------------ | ------------ | ----------------- | ---- | ------ |
| 1.   | 12  | Niki Lauda         | Ferrari      | 1 h 43 min 0,35 s | 1.   | 9      |
| 2.   | 11  | Clay Regazzoni     | Ferrari      | + 8,25 s          | 2.   | 6      |
| 3.   | 5   | Emerson Fittipaldi | McLaren-Ford | + 30,27 s         | 3.   | 4      |
| 4.   | 33  | Mike Hailwood      | McLaren-Ford | + 31,29 s         | 4.   | 3      |
| 5.   | 3   | Jody Scheckter     | Tyrrell-Ford | + 34,28 s         | 5.   | 2      |
| 6.   | 4   | Patrick Depailler  | Tyrrell-Ford | + 51,52 s         | 8.   | 1      |

| Poz. | Br. | Vozač           | Konstruktor  | Vrijeme            | Grid | Bodovi |
| ---- | --- | --------------- | ------------ | ------------------ | ---- | ------ |
| 1.   | 1   | Ronnie Peterson | Lotus-Ford   | 1 h 21 min 55,02 s | 2.   | 9      |
| 2.   | 12  | Niki Lauda      | Ferrari      | + 20,36 s          | 1.   | 6      |
| 3.   | 11  | Clay Regazzoni  | Ferrari      | + 27,84 s          | 4.   | 4      |
| 4.   | 3   | Jody Scheckter  | Tyrrell-Ford | + 28,11 s          | 7.   | 3      |
| 5.   | 2   | Jacky Ickx      | Lotus-Ford   | + 37,54 s          | 13.  | 2      |
| 6.   | 6   | Denny Hulme     | McLaren-Ford | + 38,14 s          | 11.  | 1      |

| Poz. | Br. | Vozač              | Konstruktor  | Vrijeme          | Grid | Bodovi |
| ---- | --- | ------------------ | ------------ | ---------------- | ---- | ------ |
| 1.   | 3   | Jody Scheckter     | Tyrrell-Ford | 1 h 43 min 2,2 s | 3.   | 9      |
| 2.   | 5   | Emerson Fittipaldi | McLaren-Ford | + 15,3 s         | 8.   | 6      |
| 3.   | 2   | Jacky Ickx         | Lotus-Ford   | + 1 min 1,5 s    | 12.  | 4      |
| 4.   | 11  | Clay Regazzoni     | Ferrari      | + 1 min 7,2 s    | 7.   | 3      |
| 5.   | 12  | Niki Lauda         | Ferrari      | + 1 krug         | 1.   | 2      |
| 6.   | 7   | Carlos Reutemann   | Brabham-Ford | + 1 krug         | 4.   | 1      |

| Poz. | Br. | Vozač            | Konstruktor  | Vrijeme           | Grid | Bodovi |
| ---- | --- | ---------------- | ------------ | ----------------- | ---- | ------ |
| 1.   | 11  | Clay Regazzoni   | Ferrari      | 1 h 41 min 35,0 s | 2.   | 9      |
| 2.   | 3   | Jody Scheckter   | Tyrrell-Ford | + 50,7 s          | 4.   | 6      |
| 3.   | 7   | Carlos Reutemann | Brabham-Ford | + 1 min 23,3 s    | 6.   | 4      |
| 4.   | 1   | Ronnie Peterson  | Lotus-Ford   | + 1 min 24,2 s    | 8.   | 3      |
| 5.   | 2   | Jacky Ickx       | Lotus-Ford   | + 1 min 25,0 s    | 9.   | 2      |
| 6.   | 16  | Tom Pryce        | Shadow-Ford  | + 2 min 18,1 s    | 11.  | 1      |

| Poz. | Br. | Vozač              | Konstruktor  | Vrijeme            | Grid | Bodovi |
| ---- | --- | ------------------ | ------------ | ------------------ | ---- | ------ |
| 1.   | 7   | Carlos Reutemann   | Brabham-Ford | 1 h 28 min 44,72 s | 2.   | 9      |
| 2.   | 6   | Denny Hulme        | McLaren-Ford | + 42,92 s          | 10.  | 6      |
| 3.   | 24  | James Hunt         | Hesketh-Ford | + 1 min 1,54 s     | 7.   | 4      |
| 4.   | 28  | John Watson        | Brabham-Ford | + 1 min 9,39 s     | 11.  | 3      |
| 5.   | 11  | Clay Regazzoni     | Ferrari      | + 1 min 13,08 s    | 8.   | 2      |
| 6.   | 10  | Vittorio Brambilla | March-Ford   | + 1 min 13,82 s    | 19.  | 1      |

| Poz. | Br. | Vozač              | Konstruktor       | Vrijeme           | Grid | Bodovi |
| ---- | --- | ------------------ | ----------------- | ----------------- | ---- | ------ |
| 1.   | 1   | Ronnie Peterson    | Lotus-Ford        | 1 h 22 min 56,6 s | 7.   | 9      |
| 2.   | 5   | Emerson Fittipaldi | McLaren-Ford      | + 0,8 s           | 6.   | 6      |
| 3.   | 3   | Jody Scheckter     | Tyrrell-Ford      | + 24,7 s          | 12.  | 4      |
| 4.   | 20  | Arturo Merzario    | Iso-Marlboro-Ford | + 1 min 27,7 s    | 15.  | 3      |
| 5.   | 8   | Carlos Pace        | Brabham-Ford      | + 1 krug          | 3.   | 2      |
| 6.   | 6   | Denny Hulme        | McLaren-Ford      | + 1 krug          | 19.  | 1      |

| Poz. | Br. | Vozač              | Konstruktor  | Vrijeme             | Grid | Bodovi |
| ---- | --- | ------------------ | ------------ | ------------------- | ---- | ------ |
| 1.   | 5   | Emerson Fittipaldi | McLaren-Ford | 1 h 40 min 26,136 s | 1.   | 9      |
| 2.   | 11  | Clay Regazzoni     | Ferrari      | + 13,034 s          | 6.   | 6      |
| 3.   | 1   | Ronnie Peterson    | Lotus-Ford   | + 14,494 s          | 10.  | 4      |
| 4.   | 24  | James Hunt         | Hesketh-Ford | + 15,669 s          | 8.   | 3      |
| 5.   | 4   | Patrick Depailler  | Tyrrell-Ford | + 55,322 s          | 7.   | 2      |
| 6.   | 6   | Denny Hulme        | McLaren-Ford | + 1 krug            | 14.  | 1      |

 VN SAD
| Poz. | Br. | Vozač              | Konstruktor  | Vrijeme             | Grid | Bodovi |
| ---- | --- | ------------------ | ------------ | ------------------- | ---- | ------ |
| 1.   | 7   | Carlos Reutemann   | Brabham-Ford | 1 h 40 min 21,439 s | 1.   | 9      |
| 2.   | 8   | Carlos Pace        | Brabham-Ford | + 10,735 s          | 4.   | 6      |
| 3.   | 24  | James Hunt         | Hesketh-Ford | + 1 min 10,384 s    | 2.   | 4      |
| 4.   | 5   | Emerson Fittipaldi | McLaren-Ford | + 1 min 17,753 s    | 8.   | 3      |
| 5.   | 28  | John Watson        | Brabham-Ford | + 1 min 25,804 s    | 7.   | 2      |
| 6.   | 4   | Patrick Depailler  | Tyrrell-Ford | + 1 min 27,506 s    | 13.  | 1      |

## Poredak

### Vozači
| Mjesto | Vozač                | Bodovi |   |   |   |   |   |   |   |   |   |   |   |   |   |   |   |
| ------ | -------------------- | ------ | - | - | - | - | - | - | - | - | - | - | - | - | - | - | - |
| 1.     | Emerson Fittipaldi   | 55     | – | 9 | – | 4 | 9 | 2 | 3 | 4 | – | 6 | – | – | 6 | 9 | 3 |
| 2.     | Clay Regazzoni       | 52     | 4 | 6 | – | 6 | 3 | 3 | – | 6 | 4 | 3 | 9 | 2 | – | 6 | – |
| 3.     | Jody Scheckter       | 45     | – | – | – | 2 | 4 | 6 | 9 | 2 | 3 | 9 | 6 | – | 4 | – | – |
| 4.     | Niki Lauda           | 38     | 6 | – | – | 9 | 6 | – | – | 9 | 6 | 2 | – | – | – | – | – |
| 5.     | Ronnie Peterson      | 35     | – | 1 | – | – | – | 9 | – | – | 9 | – | 3 | – | 9 | 4 | – |
| 6.     | Carlos Reutemann     | 32     | – | – | 9 | – | – | – | – | – | – | 1 | 4 | 9 | – | – | 9 |
| 7.     | Denny Hulme          | 20     | 9 | – | – | 1 | 1 | – | – | – | 1 | – | – | 6 | 1 | 1 | – |
| 8.     | James Hunt           | 15     | – | – | – | – | – | – | 4 | – | – | – | – | 4 | – | 3 | 4 |
| 9.     | Patrick Depailler    | 14     | 1 | – | 3 | – | – | – | 6 | 1 | – | – | – | – | – | 2 | 1 |
| 10.    | Jacky Ickx           | 12     | – | 4 | – | – | – | – | – | – | 2 | 4 | 2 | – | – | – | – |
| 11.    | Mike Hailwood        | 12     | 3 | 2 | 4 | – | – | – | – | 3 | – | – | – |   |   |   |   |
| 12.    | Carlos Pace          | 11     | – | 3 | – | – | – | – | – | – | – | – | – | – | 2 | – | 6 |
| 13.    | Jean-Pierre Beltoise | 10     | 2 | – | 6 | – | 2 | – | – | – | – | – | – | – | – | – | – |
| 14.    | Jean-Pierre Jarier   | 6      | – | – | – | – | – | 4 | 2 | – | – | – | – | – | – | – | – |
| 15.    | John Watson          | 6      | – | – | – | – | – | 1 | – | – | – | – | – | 3 | – | – | 2 |
| 16.    | Hans-Joachim Stuck   | 5      | – | – | 2 | 3 | – | – |   | – | – | – | – | – | – | – | – |
| 17.    | Arturo Merzario      | 4      | – | – | 1 | – | – | – | – | – | – | – | – | – | 3 | – | – |
| 18.    | Graham Hill          | 1      | – | – | – | – | – | – | 1 | – | – | – | – | – | – | – | – |
| 19.    | Tom Pryce            | 1      |   |   |   |   | – |   |   | – | – | – | 1 | – | – | – | – |
| 20.    | Vittorio Brambilla   | 1      |   |   | – | – | – | – | – | – | – | – | – | 1 | – | – | – |
| Mjesto | Vozač                | Bodovi |   |   |   |   |   |   |   |   |   |   |   |   |   |   |   |

| Boja | Značenje                                                                 |
| ---- | ------------------------------------------------------------------------ |
| 5    | Osvojeni bodovi koji su se računali za prvenstvo vozača / konstruktora   |
| 5    | Osvojeni bodovi koji se nisu računali za prvenstvo vozača / konstruktora |
| –    | Vozač / konstruktor nije osvojio bodove u utrci                          |
|      | Vozač / konstruktor nije nastupao na utrci                               |

### Konstruktori
| Mjesto | Konstruktor       | Bodovi |   |   |   |   |   |   |   |   |   |   |   |   |   |   |   |
| ------ | ----------------- | ------ | - | - | - | - | - | - | - | - | - | - | - | - | - | - | - |
| 1.     | McLaren-Ford      | 73     | 9 | 9 | 4 | 4 | 9 | 2 | 3 | 4 | 1 | 6 | – | 6 | 6 | 9 | 3 |
| 2.     | Ferrari           | 65     | 6 | 6 | – | 9 | 6 | 3 | – | 9 | 6 | 3 | 9 | 2 | – | 6 | – |
| 3.     | Tyrrell-Ford      | 52     | 1 | – | 3 | 2 | 4 | 6 | 9 | 2 | 3 | 9 | 6 | – | 4 | 2 | 1 |
| 4.     | Lotus-Ford        | 42     | – | 4 | – | – | – | 9 | – | – | 9 | 4 | 3 | – | 9 | 4 | – |
| 5.     | Brabham-Ford      | 35     | – | – | 9 | – | – | 1 | – | – | – | 1 | 4 | 9 | 2 | – | 9 |
| 6.     | Hesketh-Ford      | 15     |   |   | – | – | – | – | 4 | – | – | – | – | 4 | – | 3 | 4 |
| 7.     | BRM               | 10     | 2 | – | 6 | – | 2 | – | – | – | – | – | – | – | – | – | – |
| 8.     | Shadow-Ford       | 7      | – | – | – | – | – | 4 | 2 | – | – | – | 1 | – | – | – | – |
| 9.     | March-Ford        | 6      | – | – | 2 | 3 | – | – | – | – | – | – | – | 1 | – | – | – |
| 10.    | Iso-Marlboro-Ford | 4      | – | – | 1 | – | – | – | – | – | – | – | – | – | 3 | – | – |
| 11.    | Surtees-Ford      | 3      | – | 3 | – | – | – | – | – | – | – | – | – | – | – | – | – |
| 12.    | Lola-Ford         | 1      | – | – | – | – | – | – | 1 | – | – | – | – | – | – | – | – |
| Mjesto | Konstruktor       | Bodovi |   |   |   |   |   |   |   |   |   |   |   |   |   |   |   |

- McLaren-Ford je osvojio ukupno 75 bodova, ali samo 73 boda osvojena u 13 najboljih utrka (7 najboljih rezultata u prvih 8 utrka i 6 najboljih rezultata u posljednjih 7 utrka) su se računala za prvenstvo konstruktora.

## Statistike
| Vozač                | Postolja  | Postolja  | Postolja  | Prvo startno mjesto | Najbrži krug | Krugovi u vodstvu |
| Vozač                | 1. mjesto | 2. mjesto | 3. mjesto | Prvo startno mjesto | Najbrži krug | Krugovi u vodstvu |
| -------------------- | --------- | --------- | --------- | ------------------- | ------------ | ----------------- |
| Emerson Fittipaldi   | 3         | 2         | 2         | 2                   | -            | 77                |
| Ronnie Peterson      | 3         | -         | 1         | 1                   | 2            | 156               |
| Carlos Reutemann     | 3         | -         | 1         | 1                   | 1            | 234               |
| Niki Lauda           | 2         | 3         | -         | 9                   | 3            | 339               |
| Jody Scheckter       | 2         | 2         | 2         | -                   | 2            | 86                |
| Clay Regazzoni       | 1         | 4         | 2         | 1                   | 3            | 83                |
| Denny Hulme          | 1         | 1         | -         | -                   | 1            | 2                 |
| Patrick Depailler    | -         | 1         | -         | 1                   | 1            | -                 |
| Carlos Pace          | -         | 1         | -         | -                   | 2            | -                 |
| Jean-Pierre Beltoise | -         | 1         | -         | -                   | -            | -                 |
| James Hunt           | -         | -         | 3         | -                   | -            | -                 |
| Jacky Ickx           | -         | -         | 2         | -                   | -            | 2                 |
| Mike Hailwood        | -         | -         | 1         | -                   | -            | -                 |
| Jean-Pierre Jarier   | -         | -         | 1         | -                   | -            | -                 |

| Konstruktor  | Postolja  | Postolja  | Postolja  | Prvo startno mjesto | Najbrži krug | Krugovi u vodstvu |
| Konstruktor  | 1. mjesto | 2. mjesto | 3. mjesto | Prvo startno mjesto | Najbrži krug | Krugovi u vodstvu |
| ------------ | --------- | --------- | --------- | ------------------- | ------------ | ----------------- |
| McLaren-Ford | 4         | 3         | 3         | 2                   | 1            | 79                |
| Ferrari      | 3         | 7         | 2         | 10                  | 6            | 422               |
| Brabham-Ford | 3         | 1         | 1         | 1                   | 3            | 234               |
| Lotus-Ford   | 3         | -         | 3         | 1                   | 2            | 158               |
| Tyrrell-Ford | 2         | 3         | 2         | 1                   | 3            | 86                |
| BRM          | -         | 1         | -         | -                   | -            | -                 |
| Hesketh-Ford | -         | -         | 3         | -                   | -            | -                 |
| Shadow-Ford  | -         | -         | 1         | -                   | -            | -                 |

### Vodeći vozač i konstruktor u prvenstvu
U rubrici bodovi, prikazana je bodovna prednost vodećeg vozača / konstruktora ispred drugoplasiranog, dok je žutom bojom označena utrka na kojoj je vozač / konstruktor osvojio naslov prvaka.
| Utrka               | Vozač              | Bodovi |
| ------------------- | ------------------ | ------ |
| VN Argentine        | Denny Hulme        | 3      |
| VN Brazila          | Clay Regazzoni     | 1      |
| VN Južne Afrike     | Clay Regazzoni     | 1      |
| VN Španjolske       | Clay Regazzoni     | 1      |
| VN Belgije          | Emerson Fittipaldi | 1      |
| VN Monaka           | Emerson Fittipaldi | 2      |
| VN Švedske          | Emerson Fittipaldi | 5      |
| VN Nizozemske       | Emerson Fittipaldi | 1      |
| VN Francuske        | Niki Lauda         | 4      |
| VN Velike Britanije | Niki Lauda         | 1      |
| VN Njemačke         | Clay Regazzoni     | 3      |
| VN Austrije         | Clay Regazzoni     | 5      |
| VN Italije          | Clay Regazzoni     | 1      |
| VN Kanade           | Emerson Fittipaldi | 0      |
| VN SAD              | Emerson Fittipaldi | 3      |

| Utrka               | Konstruktor  | Bodovi |
| ------------------- | ------------ | ------ |
| VN Argentine        | McLaren-Ford | 3      |
| VN Brazila          | McLaren-Ford | 6      |
| VN Južne Afrike     | McLaren-Ford | 10     |
| VN Španjolske       | McLaren-Ford | 5      |
| VN Belgije          | McLaren-Ford | 8      |
| VN Monaka           | McLaren-Ford | 7      |
| VN Švedske          | McLaren-Ford | 10     |
| VN Nizozemske       | McLaren-Ford | 3      |
| VN Francuske        | Ferrari      | 2      |
| VN Velike Britanije | McLaren-Ford | 1      |
| VN Njemačke         | Ferrari      | 8      |
| VN Austrije         | Ferrari      | 4      |
| VN Italije          | McLaren-Ford | 2      |
| VN Kanade           | McLaren-Ford | 5      |
| VN SAD              | McLaren-Ford | 8      |

## Vanjske poveznice
- Službena stranica Formule 1
- Formula 1 – sezona 1974. - StatsF1
- Utrke koje se nisu bodovale za prvenstvo 1974. - StatsF1